# Volker Detlef Heydorn
Volker Detlef Heydorn (* 17. Juni 1920 in Blankenese; † 15. Juli 2004 in Hamburg-Blankenese) war ein Hamburger Künstler und Autor, der neben Gemälden, Zeichnungen und Grafiken über 2.000 Illustrationen anfertigte und zahlreiche Bücher veröffentlichte. Daneben fertigte er 15 Fensterwände und Wandbilder und gravierte etwa 400 Platten zum Guss von Zinnfiguren.

## Leben und Wirken
Volker Detlef Heydorn war der jüngste von drei Söhnen des evangelischen Theologen Carl Eduard Heinrich Wilhelm Heydorn und Dagmar Eva Heydorn, geb. Huesmann. Seine Brüder waren Richard Huesmann Wilhelm Heydorn und Uwe Jens Theseus Heydorn (1912–1972).
Heydorn wuchs in Blankenese auf und besuchte dort ab 1927 das Reformrealgymnasium. In seiner Jugend wurde in der Zeit des Nationalsozialismus das Interesse für das Militär geweckt, der Beitritt zur Hitlerjugend wurde von seinen Eltern nicht gestattet. Er blieb aber zeitlebens an allem Militärhistorischen interessiert. Heydorn war schulisch besonders an Geschichte und Mathematik interessiert, nach eigener Aussage wurde seine spätere Malerei maßgeblich durch mathematische Sachverhalte beeinflusst. Bereits 1936 hegte er den Wunsch, sich später beruflich mit Kunst zu beschäftigen. Ab 1930 wurde er künstlerisch durch den Maler Hugo Ernst Schnegg, einen Bekannten seiner Mutter, geprägt. Im gleichen Jahr trat er der Vereinigung für graphische Kunst Blankenese bei.

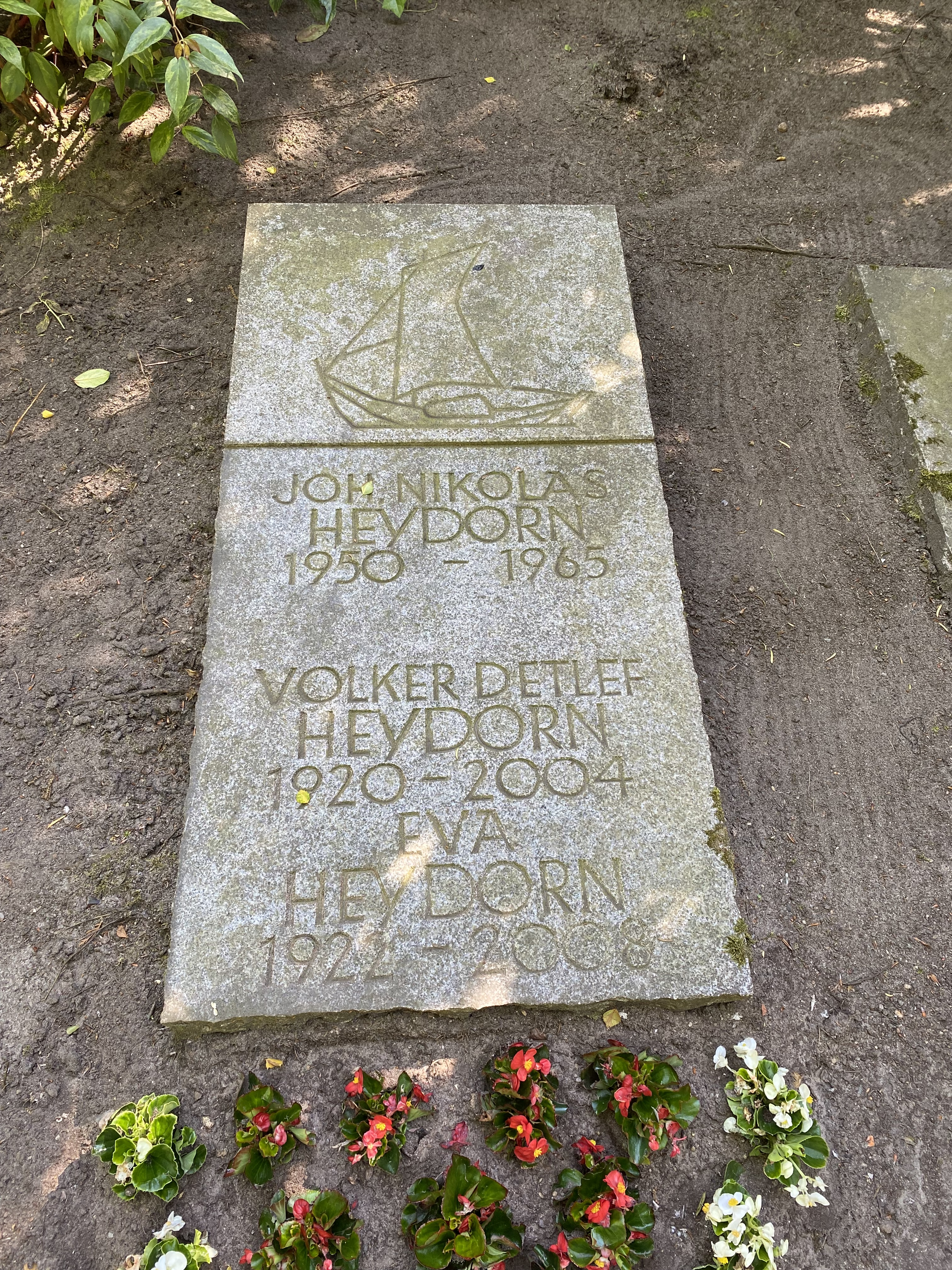
Grabstätte auf dem Friedhof Blankenese

Um die Jahreswende 1936/1937 lernte Heydorn Eduard Bargheer kennen, der ihn sehr beeindruckte. 1939 wurde er aus politischen Gründen vom Abitur ausgeschlossen, ihm wurde die mündliche Abiturprüfung verwehrt.
Inzwischen besuchte er bis 1940 die Kunstschule Schmilinsky und wurde dort u. a. von Eduard Bargheer, Erich Hartmann und Gabriele Schmilinsky unterrichtet. Neben einem Stipendium verdiente er Geld mit dem Verkauf von Aquarellen und Ölporträts. Im Sommer 1940 wurde er zur militärischen Grundausbildung nach Stettin beordert, 1941 als Horchfunker im Nachrichten-Nahaufklärungsdienst an die Ostfront ins Bugtal versetzt. Auch während der Kriegsjahre nutzte er jede Gelegenheit, um seine Eindrücke künstlerisch festzuhalten. An der Front verfolgte er auch die Reaktionen auf seine erste Ausstellung, die 1941 während seiner Abwesenheit in den Schauburgstuben Hamburg-St. Pauli stattfand. Auf Antrag seines Vaters wurde ihm 1942 wegen Frontbewährung doch noch ein Abiturzeugnis ausgehändigt.
Heydorn heiratete 1944 die Graphikerin Eva Frederike Antonie Stürmer (1922–2008). Aus der Ehe gingen zwei Söhne und eine Tochter hervor. 1945 kehrte Heydorn nach Hamburg zurück und betrieb mit dem Maler Fritz Husmann ein provisorisches Atelier. Ab 1946 studierte er an der Landeskunstschule Hamburg bei Erich Hartmann. Hier lernte er u. a. auch die Künstler Diether Kressel, Harald Duwe und Fritz Fleer kennen. In dieser Zeit verdiente er sein Geld u. a. mit dem Gravieren und Gießen von Zinnfiguren.
Im Sommer 1949 unternahm Heydorn eine Studienreise nach München und ins Alpenvorland. Nach seiner Rückkehr nach Hamburg begann er, zunächst zusammen mit seiner Ehefrau, als Illustrator für verschiedene Hamburger Zeitungen zu arbeiten, ab 1953 auch als Illustrator für Kinderbücher.
1952 gehörte Heydorn zu den ersten Stipendiaten des neu gestifteten Lichtwark-Preises. Eine hieraus resultierende Studienreise nach Paris brachte seiner Kunst weitere Impulse. Noch im selben Jahr gründete er die Ortsgruppe Hamburg-Blankenese der Internationale der Kriegsdienstgegner (IDK).
1953 beteiligte er sich in der DDR mit einem Aquarell an der Dritten Deutschen Kunstausstellung in Dresden.
Während er in den frühen 1950er Jahren dem Kommunismus zugeneigt war, führten die gewaltsame Niederschlagung der Volksproteste in der DDR und in Ungarn sowie die zunehmende Instrumentalisierung westdeutscher kommunistischer Gruppen im Sinne der UdSSR zu einem Bruch mit der kommunistischen Ideologie. Fortan betrachtete sich Heydorn als politischen Nonkonformisten, der sich in seinem Denken und seiner Kunst entschieden gegen jegliche Unterdrückung bürgerlicher Freiheitsrechte zur Wehr setzte.
1955 übernahm Heydorn die Schriftleitung der Monatszeitschrift Von Atelier zu Atelier. Er behielt diese Funktion bei, bis die Zeitschrift 1964 eingestellt wurde.
1965 nahm Heydorn eine Lehrtätigkeit an der Volkshochschule in den Fächern Druckgrafik, Zeichnen und Kunstgeschichte an.
Heydorn initiierte eine Benefizausstellung zugunsten der Gesellschaft zur Rettung Schiffbrüchiger, die durch die Hamburger Künstlerschaft unterstützt wurde. Aus Dankbarkeit für den Einsatz seiner Berufskollegen fühlte er sich nun seinerseits zum Einsatz für die Hamburger Künstlerschaft verpflichtet. Dies mündete Mitte der 1970er Jahre in sein vierbändiges, für die Geschichte der Hamburger Malerei maßgebliches, Werk Maler in Hamburg.
1969 wurde er mit dem Edwin-Scharff-Preis der Freien und Hansestadt Hamburg ausgezeichnet.  1974 arbeitete er als Dozent an der Fachhochschule für Gestaltung im Fach Zeichnen. Die Berufung in den Denkmalrat der Stadt Hamburg 1974, dem er bis 1984 angehörte, weckte sein Interesse an heimatkundlichen und architekturgeschichtlichen Themen. Er wurde Autor heimatkundlicher Veröffentlichungen in den 1980er Jahren. Und von 1964 bis 1989 war er Schriftleiter der Zeitschrift Blankenese des Blankeneser Bürgervereins. Für sein diesbezügliches Engagement wurde ihm 2002 der „Goldene Pfahlewerpreis“ des Blankeneser Bürgervereins verliehen.
1992 war Heydorn Ehrengast der Deutschen Akademie Rom Villa Massimo. Auf dieser Reise erblindete er aufgrund eines Glaukoms auf einem Auge fast vollständig. Trotzdem beschäftigte er sich weiterhin mit der Malerei. Vor allem in seiner späten Schaffensphase versuchte er seine Erlebnisse als Kriegsteilnehmer nochmals zu verarbeiten. Neben der Malerei wirkte er weiterhin als Illustrator von Kinderbüchern und als Autor kriegsgeschichtlicher Bücher.
Heydorn verstarb im Alter von 84 Jahren und wurde auf dem Friedhof Blankenese beigesetzt.

## Werke

### Illustrierte Bücher
- Paula Dehmel: Rumpumpel (zusammen mit Eva Heydorn) Verlag Heinrich Ellermann, Hamburg 1953.
- Paul Hühnerfeld: Der Dixi ist an allem schuld. Verlag Adam Reitze, Hamburg 1956.
- Julius E. Lips: Zelte in der Wildnis. Büchergilde Gutenberg, Frankfurt u. a. 1958.
- Hans Leip: Der Nigger auf Scharhörn. Büchergilde Gutenberg, Frankfurt u. a. 1959.
- Erle Wilson: Coorinna. Büchergilde Gutenberg, Frankfurt u. a. 1960.
- René Guillot: Grischka und sein Bär. Büchergilde Gutenberg, Frankfurt u. a. 1963.
- Scott O’Dell: Die Insel der blauen Delphine. Büchergilde Gutenberg, Frankfurt u. a. 1964.
- Nancy Spofford: Der Tag des Bären. Verlag Carl Ueberreuter, Wien u. a. 1964.
- Sterling North: Rascal der Waschbär. Büchergilde Gutenberg, Frankfurt u. a. 1965.
- Katharine Allfrey: Delphinensommer. Büchergilde Gutenberg, Frankfurt u. a. 1966.
- Hans-Georg Noack: Sterne über der Mauer. Verlag Carl Ueberreuter, Wien u. a. 1966.
- Arbeitsmappe I und II zur Fibel Tür und Tor. Verlag Hermann Schroedel, Hannover 1967.
- Annaliese Wulf: Tadashi kommt nach Tokio. Verlag Georg Bitter, 1968.
- Shirley Ann Grau: Die Hüter des Hauses. Büchergilde Gutenberg, Frankfurt am Main u. a. 1969.
- Klara Jankukowa: Der Bruder des schweigenden Wolfes. Büchergilde Gutenberg, Frankfurt am Main u. a. 1969.
- Astrid Lindgren: Kalle Blomquist. Verlag Friedrich Oetinger, Hamburg 1969.
- Hans Peterson: Expedition Schneesturm. Verlag Friedrich Oettinger, 1970.
- Astrid Lindgren: Kalle Blomquist. Lizenzausgabe, Verlag Bertelsmann, Amsterdam 1973.
- Astrid Lindgren: Superdetective Blomkwist. Verlag Bertelsmann, Amsterdam 1973, 1976.
- Astrid Lindgren: Superdetective Blomkwist leeft gevaarlijk. Verlag Bertelsmann, Amsterdam 1975.
- Siegrfried Heinke: Von früh bis spät. Verlag Bote und Bock, Berlin 1975.
- Astrid Lindgren: Hier spreekt superdetective Blomkwist! Verlag Bertelsmann, Amsterdam 1976.
- Das große Merian Anekdoten-Buch. Verlag Hoffmann & Campe, Hamburg 1980.

### Veröffentlichungen
Kunstgeschichte
- Maler in Hamburg I–IV. Hamburg 1974–1977.
- Carl Hilmers – Ein Maler zwischen den Fronten der Moderne. Neumünster 1976.
- Erich Hartmann – Künstlermonographie. Hamburg 1976.
- Eduard Bargheer – Künstlermonographie. Hamburg 1976.

Heimatkunde
- Fritz Stucken und die Besiedelung des Falkensteins. Hamburg 1984.
- Rund um den Krähenberg. Hamburg 1985.
- Das Blankeneser Oberland. Hamburg 1987.

Militärgeschichte
- Nachrichtennahaufklärung (Ost) und sowjetrussisches Heeresfunkwesen bis 1945. Hrsg. Militärgeschichtliches Forschungsamt, Freiburg 1985.
- Der sowjetische Aufmarsch im Bialystoker Balkon bis zum 22. Juni 1941 und der Kessel von Wolkowysk. Verlag für Wehrwissenschaften, München 1989.

Autobiographie
- Maler werden zwischen Kunst, Politik und Religion. Selbstbiografie. Hamburg 1979.
- Bildende Kunst und Politik – Erinnerungen eines Nonkonformisten. München 1995.

Heydorn veröffentlichte zahlreiche Artikel in Jahrbüchern, Zeitschriften und Ausstellungskatalogen.

## Einzelausstellungen
- 1941: Schauburgstuben Hamburg
- 1946: German Youth Training Centre Hamburg
- ca. 1954: Kunstfoyer Deutscher demokratischer Kulturbund Hamburg
- 1958: Kunsthalle Hamburg
- 1959: Stadthalle Lübeck
- 1965: Galerie v. Kalkstein Berlin
- 1966: Hans Thoma Gesellschaft Reutlingen
- 1966: Galerie Helmut v.d. Höh Hamburg
- 1966: Kunstverein Marburg
- 1968: Kunstkabinett Hannover
- 1968: Graphisches Kabinett Frankfurt am Main
- 1971: Kunstverein Steinburg Itzehoe
- 1971: Kunstverein Hattingen
- 1971, 1975: Galerie Krüll Krefeld
- 1973: Rheinisches Landesmuseum Bonn
- 1974: Kulturgeschichtliches Museum Osnabrück
- 1974: Kulturring Kirchheim unter Teck
- 1975: Hagener Kunstkabinett
- 1975: Galerie Henning Hamburg
- 1976: Kunstkreis Hameln
- 1977, 1980, 1988: Kunstetage Dresdner Bank Hamburg
- 1977: Graphisches Kabinett Rathaus Lünen
- 1978: Kunstkreis Lingen
- 1979: Bundesministerium Bonn
- 1981: Rathaus Uetersen, der Magistrat
- 1981: Rathaus Reinbek, Stormarn
- 1985: Emslandmuseum Schloss Clemenswerth
- 1986: Norddeutsches Forum Lüneburg
- 1990: Jüdisches Museum Rendsburg
- 1991, 2000: Galerie Elysee Hamburg
- 1992, 1995: Kunstverein Ahrensburg Rathaus
- 1995: Kunstetage Hamburgische Landesbank in Zusammenarbeit mit Museum Altona, Norddeutsches Landesmuseum Hamburg
- 2010: Kunstfoyer Haspa am Hamburger Rathaus